# BSON
BSONは主にMongoDBのデータストレージ及びネットワーク転送フォーマットとして利用されている、データ交換フォーマットである。
単純なデータ構造や連想配列（MongoDBではオブジェクトまたはドキュメントと表す）を示すバイナリ構造であり、
名称はJSON由来であり、「バイナリ型JSON」の略語である。

## データ型と構文
フィールド名、型、値の要素順の構造である、型はstring、integer (32ビットまたは64ビット)、double（64ビットのIEEE 754）、date（UNIX時間の1 E-3 s単位整数）、byte array（バイナリデータ配列）、boolean（trueまたはfalse）、null、BSONオブジェクト、BSON配列、正規表現、JavaScriptコードのいずれかである。
型は名目上JSONの上位集合であるが（例えばJSONは「date」と「byte array」を持たない）、例外としてJSONが使用可能な「number」が使用できない。

## 効率
JSONに比べて、ストレージ容量及びスキャン速度に効率的な設計である。
大容量のデータのスキャンを容易にするため、データ長部が扱われる。
データのプレフィックス長や配列指数によっては、JSONよりも多くの容量を占めることもある。

## 例
例文{"hello":"world"} は以下のように格納される: 
```
Bson
:

  
\
x16
\
x00
\
x00
\
x00
               
// total document size

  
\
x02
                           
// 0x02 = type String

  
hello
\
x00
                      
// field name

  
\
x06
\
x00
\
x00
\
x00world
\
x00
      
// field value (size of value, value, null terminator)

  
\
x00
                           
// 0x00 = type EOO ('end of object')

```